# Christiane Marquardt
Pour les articles homonymes, voir Marquardt (homonymie).
Christiane Marquardt (née le 13 novembre 1958 à Berlin-Est) est une athlète allemande spécialiste du 400 mètres. Licencié au TSC Berlin, elle mesure 1,71 m pour 55 kg.

## Carrière

### Palmarès
| Date | Compétition           | Lieu   | Résultat | Épreuve    | Performance   |
| ---- | --------------------- | ------ | -------- | ---------- | ------------- |
| 1978 | Championnats d'Europe | Prague | 5e       | 400 mètres | 51 s 99       |
| 1978 | Championnats d'Europe | Prague | 1er      | 4 × 400 m  | 3 min 21 s 20 |